# Египт (митология)
Еги́пт, Еги́пет (на старогръцки: Αἴγυπτος, Aigyptos; на латински: Aegyptus; Ägyptus) в гръцката митология от рода на Ио, е син на Бел и Анхиноя, брат-близнак на Данай и брат на Кефей и Финей и епоним на Древен Египет.
С различни съпруги той има 50 сина (Египтиядите, Aigyptiaden), които всички, с изключение на Линкей, са убити от съпругите си – Данаидите, през сватбената им нощ.
Бел, управлявал голямо царство в Африка, разделя своята земя, така че Египт да управлява в Арабия и Данай в Либия. Египт побеждава меламподите, „чернокраките“, и нарича тяхната земя на себе си, Египет.
Когато Бел умира, двамата братя се скарват за неговото наследство. Египт предлага масова сватба, за да престане караницата, но Данай с право се страхува от задни мисли. Той бяга със своите 50 дъщери в Аргос. Египт заповядва на синовете си да се оженят и да не се връщат обратно, докато Данай не умре. Когато Данай, вече цар на Аргос, не се съгласява за сватбата, синовете на Египт обсаждат града. Заради липса на вода Данай накрая се съгласява. Той обаче дава на всяка от дъщерите си по остра фиба или нож за сватбената нощ, с които всички – с изключение на Хипермнестра, убиват своите съпрузи. Отсечените глави са сложени пред Данай.
Египт, когато идва в Гърция и научава всичко това, бяга в Арой (в Патра) и малко по-късно умира там. Павзаний съобщава, че неговият гроб се намира в светилището Серапис към Патра.
Майките на синовете на Египт са неговата съпруга Аргифия, също и допълнителните му жени Арабия, Фениса, Тирия, Калиадна, Горгона и Хефаистина.